# Museum of Fine Arts, Houston

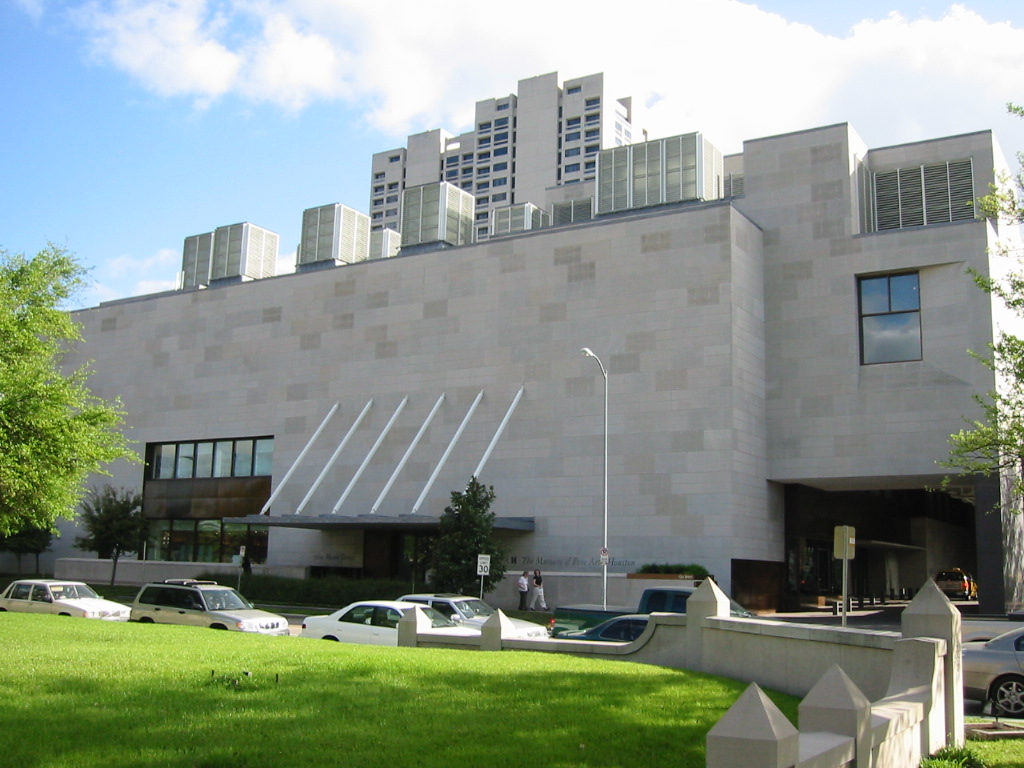
Das Audrey Jones Beck Building des Museum of Fine Arts in Houston (2003)

Das Museum of Fine Arts ist ein 1924 eröffnetes Kunstmuseum in Houston. Es ist das größte Museum für Kunst im Bundesstaat Texas. Die Sammlung des Museum of Fine Arts umfasst 62.000 Objekte aus aller Welt von der Antike bis hin zur Modernen Kunst. Das Museum, das zudem mit der Hirsch Library die größte Kunstbibliothek im Südwesten der USA besitzt, wird jährlich von über 3,6 Millionen Menschen besucht (Stand: 2011).

## Geschichte
Das Museum geht auf die Houston Public School Art League zurück, die 1900 zur Stärkung von Kunst und Kultur im öffentlichen Schulsystem gegründet wurde, und wurde als Museum of Fine Arts 1924 eröffnet. Das Gebäude, das von William Ward Watkin geplant wurde, war das erste Museumsgebäude in Texas und das dritte im Süden der Vereinigten Staaten. Zwei Jahre später wurde das Gebäude mit der Erweiterung um zwei Flügel komplettiert. 1930 übernahm der Garden Club of Houston die Pflege des Museumsgeländes.
Die Sammlung wurde durch große Schenkungen in den Folgejahren erweitert. So ging die Sammlung von Ima Hogg mit Werken der indianischen Kunst, Gemälden von Frederic Remington und avantgardistischer europäischer Kunst 1939 in den Besitz des Museums über, 1944 schenkten Edith und Percy Straus dem Museum 87 Skulpturen, Bilder und Graphiken, darunter auch Meisterwerke der italienischen Renaissance, und 1947 erhielt das Museum eine Schenkung Sarah Campbell Blaffers, unter anderem mit Bildern von Edgar Degas und Paul Cézanne.

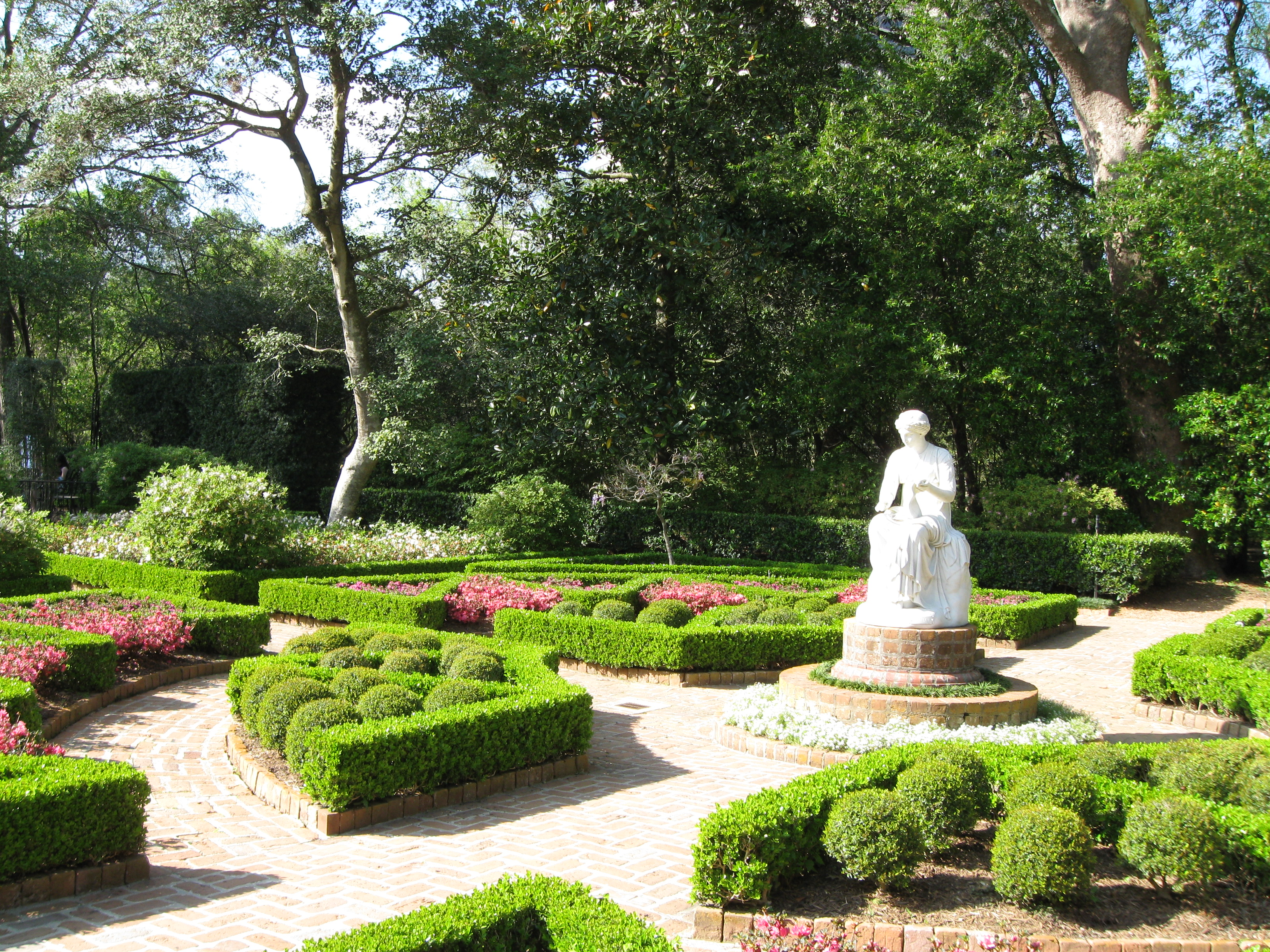
Der Garten von Bayou Bend

1953 wurde der von Kenneth Franzheim entworfene Robert Lee Blaffer Memorial Wing eröffnet. Zudem stellte Ludwig Mies van der Rohe einen 25-Jahre-Plan für das Museum vor. Vier Jahre, 1957, später übergab Ima Hogg ihr Haus Bayou Bend mit 14 Acres Garten und ihre Sammlung amerikanischer Gemälde und dekorativer Kunst. Im Folgejahr wurde die von Mies van der Rohe entworfene und Nina Cullinan unterstützte Cullinan Hall eröffnet. Die 1960er Jahre sind von weiteren Schenkungen und Erwerbungen vor allem auch von Kunstwerken der Moderne geprägt, so dass 1970 bereits 12.000 Objekte dem Museum gehören. Zudem wurden 1966 die Bayou Bend Sammlung und der zugehörige Garten der Öffentlichkeit zugänglich gemacht.
1979 eröffnete die Glassell School of Art. Die Eröffnung des Lillie and Hugh Roy Cullen Sculpture Garden, der von Isamu Noguchi entworfen wurde, folgte 1986. Fünf Jahre später stifteten Harris Masterson III. und dessen Frau, Carroll Sterling Masterson, ihr 4,5 Acres Land umfassendes Anwesen dem Museum, in dem die Abteilung für die europäischen dekorativen Künste untergebracht wurde. 1992 wurde das Rosine Building eingeweiht, das die Archive, Depots und Räumlichkeiten für die Restaurierung der Kunstwerke beheimatet. Zudem gab in diesem Jahr die Sarah Campbell Blaffer Foundation bekannt, 400 Kunstwerke als Dauerleihgaben dem Museum of Fine Arts zur Verfügung zu stellen. Im Jahr 1997 wurde dem Museum der National Award for Museum Service für das gesellschaftliche Engagement der Institution verliehen. Die 2000er sind geprägt durch eine besonders rege Ausstellungstätigkeit und weitere große Schenkungen und Erwerbungen. Ein Beispiel dafür ist die Schenkung von 800 präkolumbischen Gold-Kunstwerken der alten Kulturen Mexikos sowie Zentral- und Südamerikas durch Alfred C. Glassell Jr. Museumsdirektor ist seit Januar 2012 Gary Tinterow.

## Architektur
Das Museum liegt im Zentrum von Houston und besteht aus zwei Museumsgebäuden, zwei Kunstschulen, zwei Zentren für dekorative Kunst und einem Skulpturengarten. Das Caroline Wiess Law Building ist das Hauptgebäude des Museums. Es besteht aus dem ursprünglichen von William Ward Watkin entworfenen neoklassizistischen Museumsgebäude, das mit zwei von Mies van der Rohe entworfenen Flügeln ergänzt wurde: der Cullinan Hall 1958 und dem Brown Pavilion 1974.
Das von Rafael Moneo entworfene Audrey Jones Beck Building wurde im März 2000 eröffnet und ist nach der Sammlerin und Mäzenin Audrey Jones Beck benannt. Es war das erste große Museumsprojekt in den Vereinigten Staaten für Moneo. Besonders charakteristisch sind die Serie von Laternen auf dem Dach, die natürliches Licht in die Ausstellungsräume fallen lassen. Zwei Bronze-Reliefs von Joseph Havel mit dem Titel Curtain flankieren den Eingang zum Gebäude.

## Sammlung

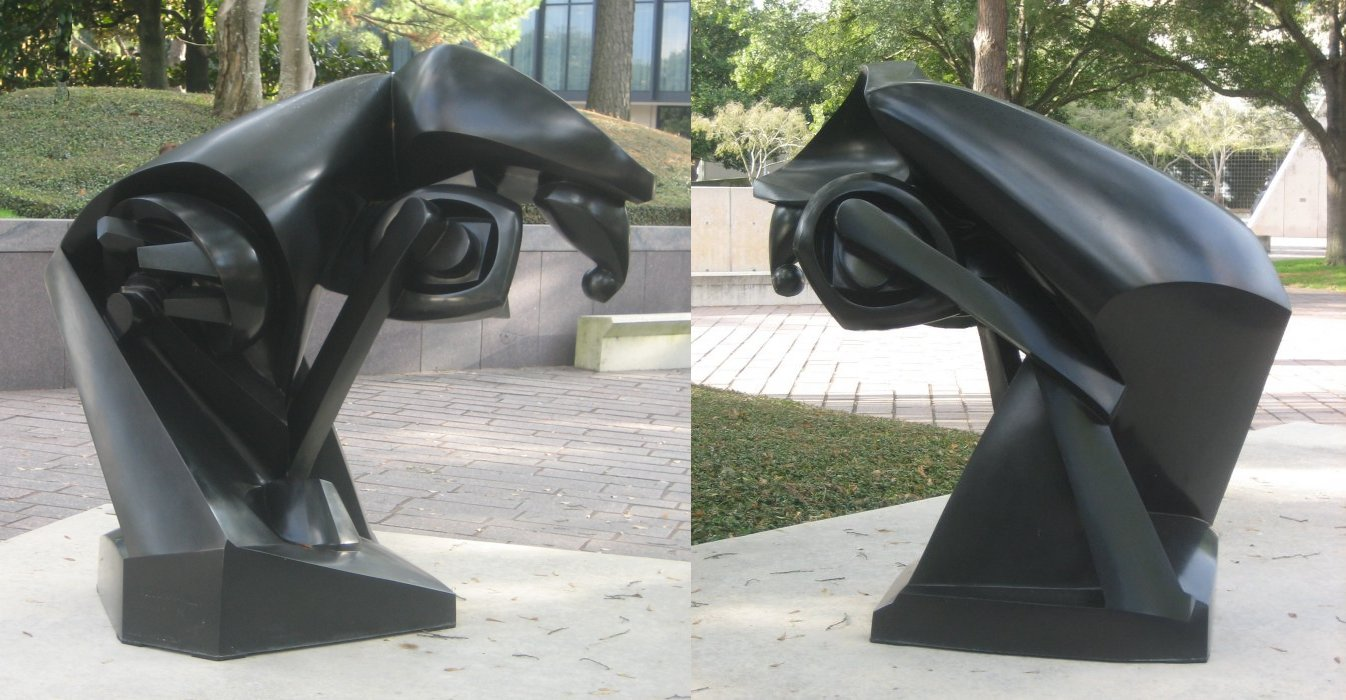
Skulptur Das große Pferd von Raymond Duchamp-Villon

Die Sammlung umfasst 56.000 Objekte, die sich auf die Abteilungen Afrikanische Kunst, amerikanische Malerei und Skulptur, Antike, Asiatische Kunst, Bayou Bend Collection, Dekorative Künste, europäische Malerei und Skulptur, Impressionismus und Spätimpressionismus, Lateinamerikanische Kunst, Moderne und Zeitgenössische Kunst, Indianische Kunst, Ozeanische Kunst, Photographie, präkolumbische Kunst, Drucke und Zeichnungen, Rienzi Collection, sowie Textilien und Kostüme verteilen.
Vor allem dank der Schenkungen und Vermächtnisse von bedeutenden Förderern hat das Museum of Fine Arts Objekte in seiner Sammlung, die einen weit über die Region herausreichende Bedeutung aufweisen. So ist etwa die Glassell Collection mit ihren Gold-Kunstwerken aus Afrika, Indonesien und dem präkolumbischen Amerika eine der weltweit bedeutendsten Kollektionen dieser Art. Höhepunkte der Sammlung europäischer Gemälde sind Bilder von Rogier van der Weyden, Frans Hals, Giovanni di Paolo, Giovanni Antonio Canal, Francisco de Goya, Camille Corot und William Turner.
Die Moderne ist mit Werken bedeutender Künstler wie Claude Monet, Pierre-Auguste Renoir, Paul Cézanne, Edgar Degas, Pablo Picasso, Camille Pissarro, Henri Matisse, Jackson Pollock, Andy Warhol und Donald Judd zu sehen. Viele bedeutende Gemälde kamen auch hier als Schenkungen und aus Privatsammlungen in das Museum. Besondere Bedeutung hat die Sammlung von John A. und Audrey Jones Beck, die zusammenhängend ausgestellt wird. Zu den Exponaten dieser Sammlung gehört beispielsweise das Gemälde Die Orangenbäume von Gustave Caillebotte. Die Sammlung von Photographien umfasst Werke von bedeutenden Künstlern wie Alvin Langdon Coburn, László Moholy-Nagy, und Man Ray, sowie vieler weiterer amerikanischer, deutscher, englischer, französischer und sowjetischer Photographen.

## Sonderausstellungen

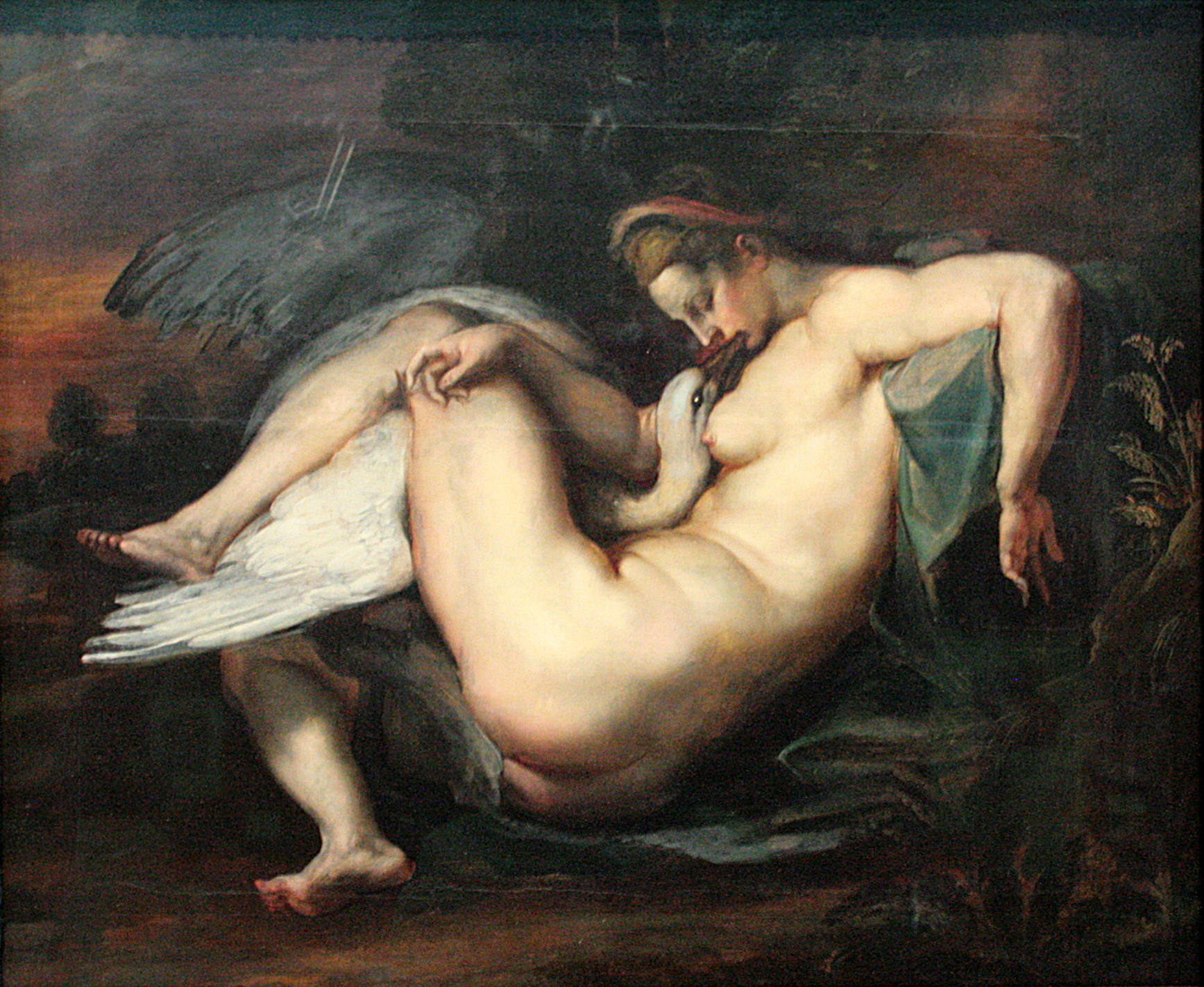
Leda und der Schwan von Peter Paul Rubens.

Es fanden bis heute über 2000 Ausstellungen statt. Jährlich werden etwa 50 Ausstellungen den Besuchern präsentiert. Die Themen der gezeigten Ausstellung erstrecken sich über das Werk einzelner Künstler über Privatsammlungen und Sammlungen anderer Museen bis hin zur Bearbeitung größerer Themen wie bestimmten Genres, der Kunst einer Region oder eines Landes oder einer Epoche. Ebenso werden verschiedene Kunstgattungen präsentiert.
Beispiele für solche Ausstellungen sind Oudry´s Painted Menagerie: Portraits of Exotic Animals in Eighteenth-Century Europe, die das Werk des Malers Jean-Baptiste Oudry mit seinen Tiermotiven zum Thema hatte, und Pompeii: Tales from an Eruption, in der Kunstwerke aus dem antiken Pompeji zu sehen waren, aus dem Jahr 2008. Die 2005er Ausstellung  Sports Photography from the Museum of Fine Arts, Houston ist dagegen ein Beispiel für die vielfältigen Ausstellungen zu dieser Kunstgattung, die dieses Museum zeigt. Eine Ausstellung in der die Werke eines anderen Museums präsentiert worden war beispielsweise Old Masters, Impressionists, and Moderns: French Masterworks from the State Pushkin Museum, Moscow im Jahr 2002, in der Bilder aus dem Besitz des Puschkin-Museums gezeigt wurden.